# مسابقه با زمان: در جستجوی امید در آفریقای ایدززده
مسابقه با زمان: در جستجوی امید در آفریقای ایدززده (انگلیسی: Race Against Time: Searching for Hope in AIDS-Ravaged Africa) یک کتاب غیرداستانی نوشته استفان هنری لوییس است.